# Wilckens Gully
Die Wilckens Gully ist eine glaziale Rinne im tonartigen Gestein auf der Ostseite der Spath-Halbinsel von Snow Hill Island im antarktischen Weddell-Meer.
Das UK Antarctic Place-Names Committee benannte sie 1995 nach dem deutschen Geologen und Paläontologen Otto Wilckens (1876–1943), der eine Abhandlung über die Ergebnisse der Schwedischen Antarktisexpedition (1901–1903) unter der Leitung Otto Nordenskjölds verfasst hatte.